# Saló dels Artistes Rossellonesos
El Saló dels Artistes Rossellonesos fou un seguit de salons d'art que es van celebrar al Rosselló a principis del segle xx. Per primera vegada, una generació d'artistes de la Catalunya del Nord s'agrupà per tallar amb la tradició centralista francesa. És un pas important, perquè fins llavors els millors artistes havien hagut d'exiliar-se per poder continuar la trajectòria. El 1901 Aristides Maillol, Esteve Terrús, Gustau Violet, Lluís Bausil, Émile Gaudissard i Georges Daniel de Monfreid presenten, al Saló dels Artistes Rossellonesos, les seves obres al públic nord-català.

## Història
La primera edició del Saló dels Artistes Rossellonesos té lloc a la Sala Aragó de Perpinyà el juliol del 1901 i permet l'embranzida d'una dinàmica aviat acompanyada i reconeguda pel conjunt de la crítica nord-catalana. L'escriptor Lluís Codet explica, aleshores, a les columnes de la revista La Clavellina, que «aquesta mostra que un grup d'artistes rossellonesos acaba de reeixir a Perpinyà, aplaudits amb entusiasme, s'ha presentat com un deliciós jardí, lluny dels hivernacles parisencs on l'art plàstic tendeix a esdevenir massa delicat i monstruós, on es pugui, en punts escollits de nostre territori, plantar arbres sagrats! Que visquin Bausil, Gaudissard, Maillol, Monfreid, Terrús i Violet! Han glorificat com cal el sol que els nodreix!'».
Continuant amb la tasca de constitució d'un panorama artístic propi, els artistes nord-catalans tornen a organitzar a Perpinyà el Saló dels Artistes Rossellonesos els anys 1902, 1903, 1907 i 1912, mentre que el 1905 opten per presentar-lo a Barcelona i així inscriure'l en una continuïtat territorial coherent. Amb les diferents edicions, es veu com els artistes de l'Escola Rossellonesa integren totalment al procés creatiu el territori, en contraposició a l'academicisme descontextualitzat imposat des de París, i aposten per experimentar un primitivisme regenerador.
Les pintures i les aquarel·les de Terrús, Monfreid i Bausil testimonien la voluntat de traduir de manera personal i lliure la llum del Mediterrani, mentre que les escultures de Violet i de Maillol, portades per un fort panteisme, revelen de manera evident un substrat hel·lènic sempre viu a Catalunya. Un corrent artístic mediterranista que anticipa amb pocs anys el Noucentisme sud-català.
Aquesta lliçó nord-catalana triomfa el 1905 al Saló de Tardor de París a través d'Aristides Maillol, que, segons Maurice Denis, sap unir la virtut del classicisme a la ingenuïtat del primitivisme. La serenitat així com la força arcaïtzant de la seva obra Mediterrània, lloada per André Gide, permet reafirmar en la història de l'escultura i mitjançant el llegat grec la primacia de la forma per sobre del tema. Amb aquesta obra, Maillol obre per l'escultura un nou camp d'experimentació. El català ha sabut regenerar aquest gènere per oferir-li un gran període post-rodinià, ja que si l'obra del mestre de Meudon requereix la sensació incontrolada, d'un realisme galvanitzat per una forma flamígera al límit de l'esbós, característic d'un expressionisme nòrdic, la del mestre de Banyuls de la Marenda respon a la d'un retorn a la forma pura i a la síntesi absoluta portada per la llum del Mediterrani.